# Керемуле
Керемуле (італ. Cheremule, сард. Cheremule) — муніципалітет в Італії, у регіоні Сардинія,  провінція Сассарі.
Керемуле розташоване на відстані близько 350 км на південний захід від Рима, 150 км на північ від Кальярі, 30 км на південний схід від Сассарі.
Населення — 443 особи (2014).
Щорічний фестиваль відбувається 29 вересня. Покровитель — San Gabriele.

## Демографія
Населення за роками:

Станом на 1 січня 2023 року в муніципалітеті офіційно проживало 15 іноземців з 5 країн, серед них 12 громадян країн Євросоюзу.

## Сусідні муніципалітети
- Борутта
- Коссоїне
- Джаве
- Тієзі
- Торральба